# مدال زبابي صغير طويل الذيل
مدال زبابي صغير طويل الذيل (الاسم العلمي: Microgale longicaudata)، نوع من الثدييات المنتمية إلى فصيلة المداليات. يستوطن مدغشقر. ينشط في النهار (جريدة لبنانية) والليل.